# Erotismus
Als Erotismus (von französisch érotisme, auch Erotizismus) bezeichnet man im allgemeinen Sprachgebrauch eine Überbetonung des Erotischen. Im philosophischen Sprachgebrauch (vor allem in Frankreich) versteht man darunter moderne Ansätze, welche die Bedeutung der Erotik im individuellen und gesellschaftlichen Leben untersuchen und betonen, insbesondere die Theorie der Erotik von Georges Bataille.

## Philosophie
Vor allem die französischen Intellektuellen diskutierten in der zweiten Hälfte des 20. Jahrhunderts verschiedene Facetten des Erotismus in der Kunst sowie seine Stellung in kulturell-literarischen Strömungen, politisch-moralischen Doktrinen und religiösen Denkansätzen. Dabei bezogen der Surrealist André Breton und der Existentialist Jean-Paul Sartre unterschiedliche Positionen. Marcel Duchamp setzte den Erotismus als theoretischen Leitbegriff ein, mit ihm möchte er in der Kunst ähnliches erreichen wie das, was Georges Bataille als Transgression beschreibt. Bataille sprach von einer Angst-Neurose als dem Nährboden für alle anderen großen Gefühle, deren äußerstes Ausmaß er als göttlich begriff, als notwendig für das Erleben jedweder Ekstase. Für jeden zugänglich sei die mystische Erfahrung in der Liebe, die ekstatische Liebe, so dass der Erotismus als ein Seitenzweig der Mystik erscheint. Michel Foucault schrieb zu Batailles Studien zur Erotik: Und wenn es gelte, dem Erotismus – im Gegensatz zur Sexualität – einen präzisen Sinn zu geben, dann sicher diesen: Eine Erfahrung der Sexualität, die, um ihrer selbst willen, das Überschreiten der Grenzen mit dem Tod Gottes verbindet.
Die Existentialisten hatten sich dem Zeitgeistideal des sinnlos ins Leben geworfenen Menschen verschrieben. Mit dieser Sinnlosigkeit galt es sich abzufinden. Sie war absolut real und nur zu beeinträchtigen mit wirklichkeitstauglichen Mitteln, wie mit den Mitteln der politischen Agitation. Die Notwendigkeit einer marxistischen Revolution hätte alle Angelegenheiten des Eros als völlig unwichtig erschienen lassen. Simone de Beauvoir spricht sich gegen die Erotik als Basis für eine dauerhafte Beziehung aus: In Wirklichkeit lässt sich eben die körperliche Liebe weder als absoluter Zweck noch als einfaches Mittel behandeln. Sie vermag eine Existenz nicht zu rechtfertigen. Sie lässt aber auch keine fremde Rechtfertigung zu. Das heißt, sie müsste in jedem Menschenleben eine episodenhafte und autonome Rolle spielen, sie müsste eben vor allem frei sein. Wird die Erotik „frei“, so muss nicht sublimiert werden. Aus dieser Erkenntnis resultiert letztlich auch die gelebte Verbindung Beauvoirs mit Sartre.
Die Surrealisten hielten den Realismus für einen Irrtum. Die Trennung von (erotischem) Wunsch und Realität wurde anders als bei Sartre verarbeitet. Man versuchte, das Unbewusste darzustellen, indem man Traum und Realität miteinander verschmelzen ließ. Die surrealistische Bewegung suchte die eigene Wirklichkeit des Menschen im Unbewussten und verwertete Rausch- und Traumerlebnisse als Quelle der künstlerischen Eingebung. Man bemühte sich darum, das Bewusstsein und die Wirklichkeit global zu erweitern und alle geltenden Werte umzustürzen. Mit dem Postulat das Verdrängte zu äußern, mit ihrem Glauben an die den Menschen bestimmende Kraft – die Allmacht der Begierde – gelten sie als Wegbereiter für liberale Modernität und die sog. sexuelle Befreiung der westlichen Gesellschaft. In der surrealistischen Dialektik des "cadavre exquis" ist die Frau eine Schlüsselfigur. Ihr erotischer und phantasmatischer Körper dient den Surrealisten als unverzichtbares Avantgarde-Instrument, um mit den konventionellen Wahrnehmungs- und Darstellungsformen zu brechen: Er erscheint in der surrealistischen Inszenierung in einer doppelten Funktion. Einerseits repräsentiert er eine destruktive Kraft (ein scheinbares ästhetisches Risiko für ein Kunstwerk), ist aber andererseits zugleich der materielle Bildkörper (auf dem die zerstörerische Wirkung dieses Risikos abgehandelt wird).
Die Kulturpessimisten stellen sich dem Erotismus skeptisch gegenüber, wie etwa Julius Evola, der mit seiner Untersuchung Metaphysik des Sexus zu beweisen glaubt, dass die sexuelle Offenheit der gegenwärtigen westlichen Welt, ihr erotischer Liberalismus, ihre Pornographie, eine Manifestation des sexuellen Verfalls darstellen, das Symptom einer desexualisierten Gesellschaft, eines sexuellen Verfalls und nicht der Ausdruck gesteigerter Erotik, der Jugend und Reinheit. Die Veräußerlichung des erotischen Typs, der Übergang von der Sphäre des konkreten sexuellen Aktes zu dem der mentalen Bilder, zur pornographischen Kultur, der erotisierten Öffentlichkeit, der Ausschmückung usw. bezeugt nach Evola eine sexuelle Entropie. Statistiken aus Frankreich und den Vereinigten Staaten zeigen, dass die Toleranz der Gesellschaft gegenüber der Pornographisierung der Kultur gleichzeitig zu einer Abnahme der realen Sexualakte führt, zu einem demographischen Absturz und zu einer wirklichen "Entsexualisierung" der konkreten Personen. In der sexuellen Revolution sieht Evola nicht die Rettung des Sexus, sondern die Rettung vor dem Sexus, in dem Sinn, dass der Veräußerlichung des sexuellen Triebes das Bedürfnis zugrunde liegt, sich der inneren Spannung nicht durch sexuelle Ausbreitung, durch die orgasmische Verausgabung des normalen sexuellen Aktes, sondern durch eine langsame und graduelle Entropie, einen permanenten Ausfluss der sexuellen Energie, zu entledigen.